# Heterocuma intermedia
Heterocuma intermedia är en kräftdjursart som först beskrevs av Fage 1924.  Heterocuma intermedia ingår i släktet Heterocuma och familjen Bodotriidae. Inga underarter finns listade i Catalogue of Life.